# Clarias magur
Clarias magur е вид лъчеперка от семейство Clariidae. Видът е застрашен от изчезване.

## Разпространение
Разпространен е в Бангладеш, Индия (Аруначал Прадеш, Асам, Бихар, Дарджилинг, Делхи, Джаркханд, Западна Бенгалия, Мадхя Прадеш, Манипур, Мегхалая, Мизорам, Нагаланд, Сиким, Трипура, Утар Прадеш, Утаракханд, Харяна, Химачал Прадеш, Чандигарх и Чхатисгарх) и Непал.

## Описание
На дължина достигат до 21,3 cm.
Популацията на вида е намаляваща.